# Vishen Lakhiani
Vishen Lakhiani (14 gennaio 1976) è un imprenditore e scrittore malese di origini indiane. È il fondatore ed amministratore delegato di Mindvalley ed è autore di due libri: Il codice della mente straordinaria e Il Buddha e lo sfrontato: I segreti spirituali per realizzarsi.

## Carriera
Nato e cresciuto a Kuala Lumpur, Lakhiani ha frequentato la scuola pubblica malese. Dopo il diploma di scuola superiore, si è trasferito negli Stati Uniti e ha frequentato l'Università del Michigan dove ha conseguito una laurea in ingegneria informatica. Dopo la laurea presso l'Università del Michigan nel 2001, si è trasferito nella Silicon Valley.

### Mindvalley

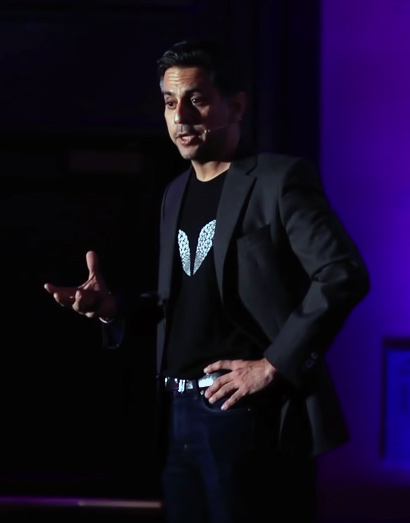
Vishen Lakhiani si rivolge al pubblico durante un seminario (2018)

Mindvalley è un'azienda tecnologica di istruzione co-fondata da Vishen Lakhiani e Michael Reining che pubblica prodotti incentrati sullo sviluppo spirituale, personale e sull'apprendimento continuo come ad esempio l'app di meditazione Omvana. Dopo averla fondata a New York City nel dicembre 2002, Reining e Lakhiani furono costretti a trasferire Mindvalley a Kuala Lumpur, in Malesia, nel 2004, quando gli Stati Uniti rifiutarono di rinnovare il visto di lavoro di Lakhiani. Mindvalley è un'azienda che offre programmi di insegnamento su mindfulness, meditazione, crescita personale, fitness e salute.
Alla fine del 2020, Mindvalley ha aggiunto un corso sull'accesso agli stati alterati della mente e sull'intuito chiamato Metodo Silva tenuto da Lakhiani.

### Dealmates
Dealmates è stato un sito di e-commerce con sede in Malesia che Lakhiani fondò il primo novembre 2010 insieme a Patrick Grove come parte di una joint-venture tra Catcha Group e Mindvalley. Dealmates avrebbe offerto sconti da venditori di moda, prodotti di bellezza, cosmetica, elettronica ed altro ancora, con presumibilmente oltre 30.000 visitatori al giorno. Il sito non esiste più.

### Blinklist eA-Fest
Blinklist è stato un servizio di social bookmarking che consentiva agli utenti di organizzare i propri segnalibri in base a tag di parole chiave, di vedere come gli altri utenti valutavano i loro segnalibri e di visualizzare i segnalibri aggiunti più di recente, più popolari o più ricercati. Il sito è stato trasformato in un blog sulla tecnologia con storie su startup e applicazioni.
Lakhiani ha anche fondato l'A-Fest, una conferenza solo su invito che offre formazione sull'imprenditorialità e sulla mindfulness.

### Libri
Nel maggio 2016, Vishen Lakhiani ha pubblicato il libro di auto-aiuto Il Codice Della Mente Straordinaria edito da Rodale, Inc. Nel libro, Lakhiani sostiene come la visione della vita di una persona sia modellata dai propri condizionamenti e dalle proprie abitudini, e offre 10 regole per aiutare i lettori a liberarsi da questa mentalità. Dopo la sua uscita, il libro ha raggiunto la posizione numero 10 nella New York Times Bestseller List for Advice, How-To & Miscellaneous.
Nel 2020 il secondo libro di Lakhiani Il Buddha e lo sfrontato: I segreti spirituali per realizzarsi è stato pubblicato da Penguin-RandomHouse. Il libro ha raggiunto la prima posizione nella Wall Street Journal Business Hardcover List e la nona posizione nella New York Times How-To list.

## Riconoscimenti
Vishen Lakhiani è entrato nella lista di Watkin delle 100 persone viventi spiritualmente più influenti nel 2021 e nel 2022. Nel 2022 era al 52º posto nella lista.
Al Visioneering Event di XPRIZE nel 2015, Lakhiani faceva parte del team che ha ricevuto il voto del pubblico per la nuova migliore idea XPRIZE, che riguardava il tema dell'alloggio di rifugiati.
Nel 2017 Lakhiani è stato nominato "Imprenditore più strategico" nello SME & Entrepreneurship Business Award, in Malesia. Il premio fa parte di un programma di riconoscimento annuale organizzato da Yayasan Usahawan Malaysia.
Lakhiani è un ex membro di AIESEC che oggi sostiene e fornisce consulenza a supporto delle cause perseguite sia da AIESEC sia da AIESEC Alumni International.
Lakhiani ha ricevuto due premi agli Estonian Startup Awards 2020 per il suo lavoro con Mindvalley: Fondatore Straniero dell'Anno e Bootstrap Badger of the Year, per aver scalato Mindvalley con un capitale di rischio minimo. Il premio di Fondatore Straniero dell'Anno gli è stato consegnato dal presidente estone Kersti Kaljulaid.